# 안종길
안종길(1945년 5월 1일 ~ )은 대한민국의 정치인이다. 제44·45대 양산시장을 역임했다.

## 학력
- 상북초등학교 (졸업)
- 양산중학교 (졸업)
- 부산공업고등학교 (졸업)
- 부산공업전문대학 (졸업)
- 영산대학교 (자치행정학과 / 석사)

## 역대 선거 결과
|  | 31.21% |

|  | 26.46% |

|  | 47.04% |